# Dorfmühle (Stetten im Remstal)

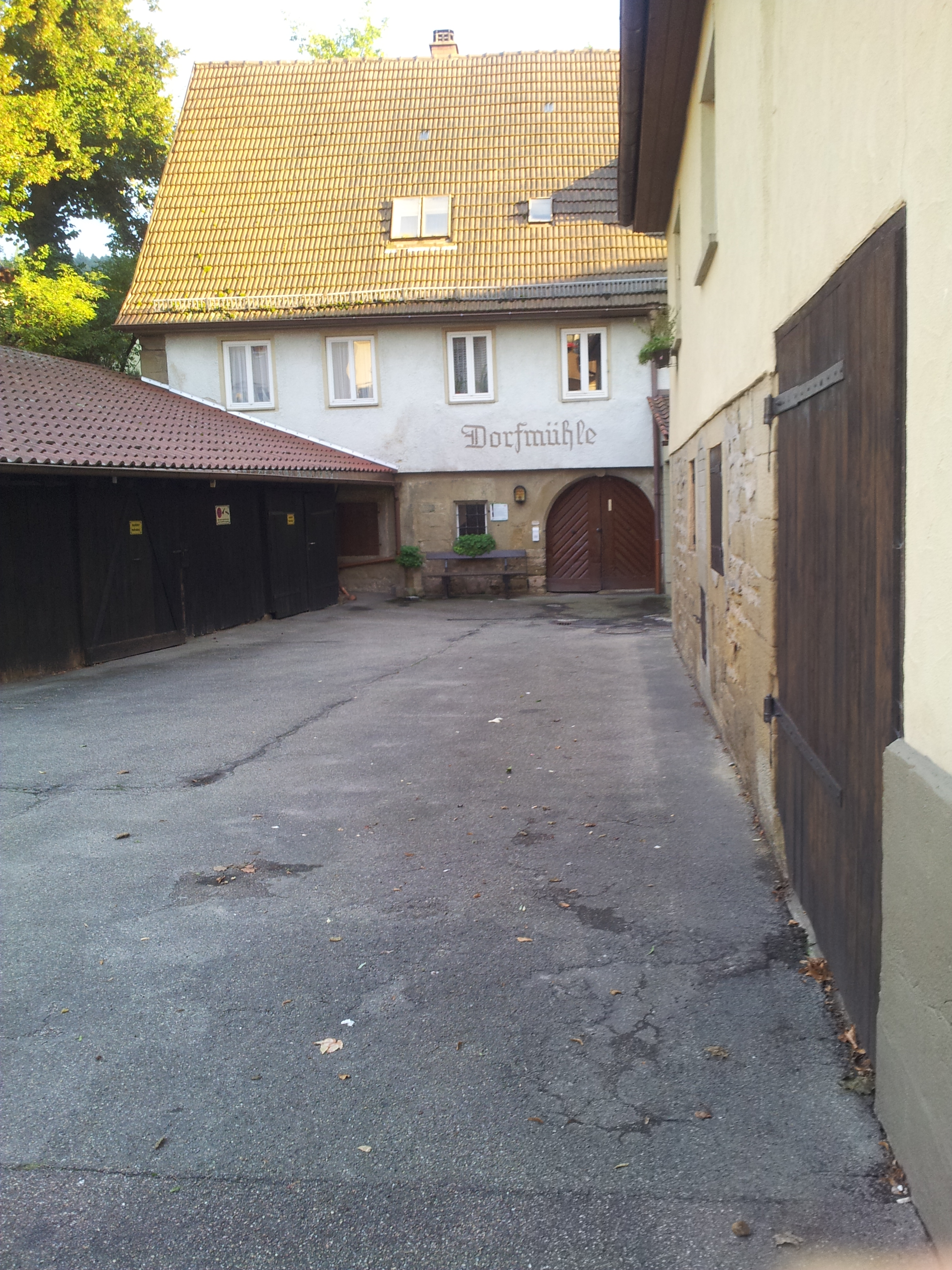
Dorfmühle in Stetten (2015)

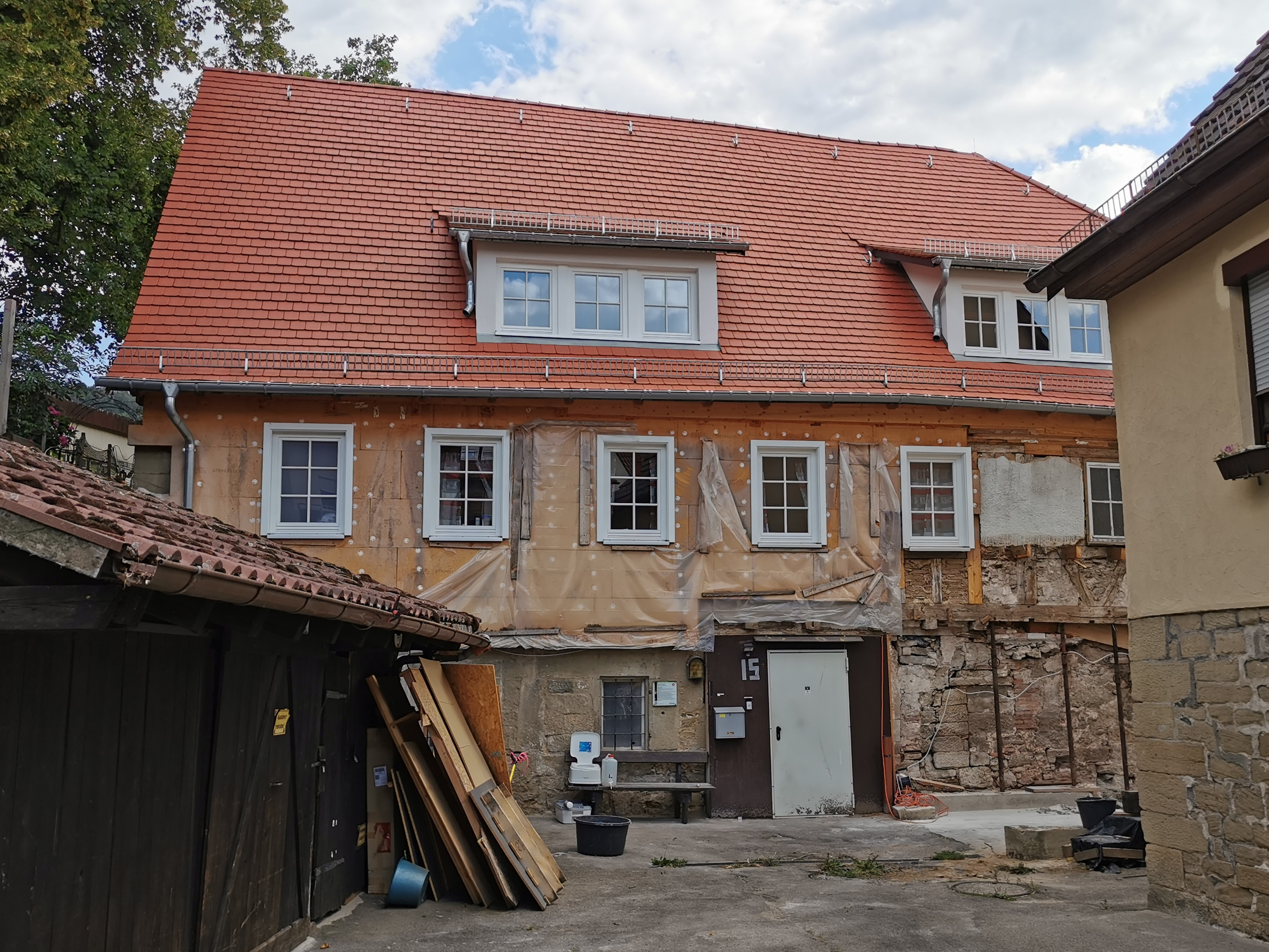
Renovierung der Dorfmühle (2022)

Die Dorfmühle ist ein Kulturdenkmal in der Mühlstraße 15 in Stetten im Remstal.

## Lage
Das Gebäude befindet sich unweit des Backhaus und dem ehemaligen Milchhaus.
Der Mühlbach, der durch den Stettener Haldenbach gespeist wurde, existiert nicht mehr.

## Geschichte
Die Dorfmühle war eine der drei Bannmühlen in Stetten. Davon existiert neben der Dorfmühle nur noch die Seemühle. Die Dorfmühle wurde 1494 erstmals erwähnt. Früher wurde sie als obere Mühle bezeichnet.
Bis 1829 gehörte die Mühle der Ortsherrschaft, bis sie in Privatbesitz überging. Im Jahre 1959 wurde das Mühlrad durch eine Turbine ersetzt. 15 Jahre später wurde der Mühlenbetrieb durch die Zuschüttung des Mühlkanals beendet. Bis 1998 wurde die Mühle noch zum Mehlhandel genutzt. Die gesamte Mühlentechnik ist noch erhalten. Aktuell wird die Mühle saniert.

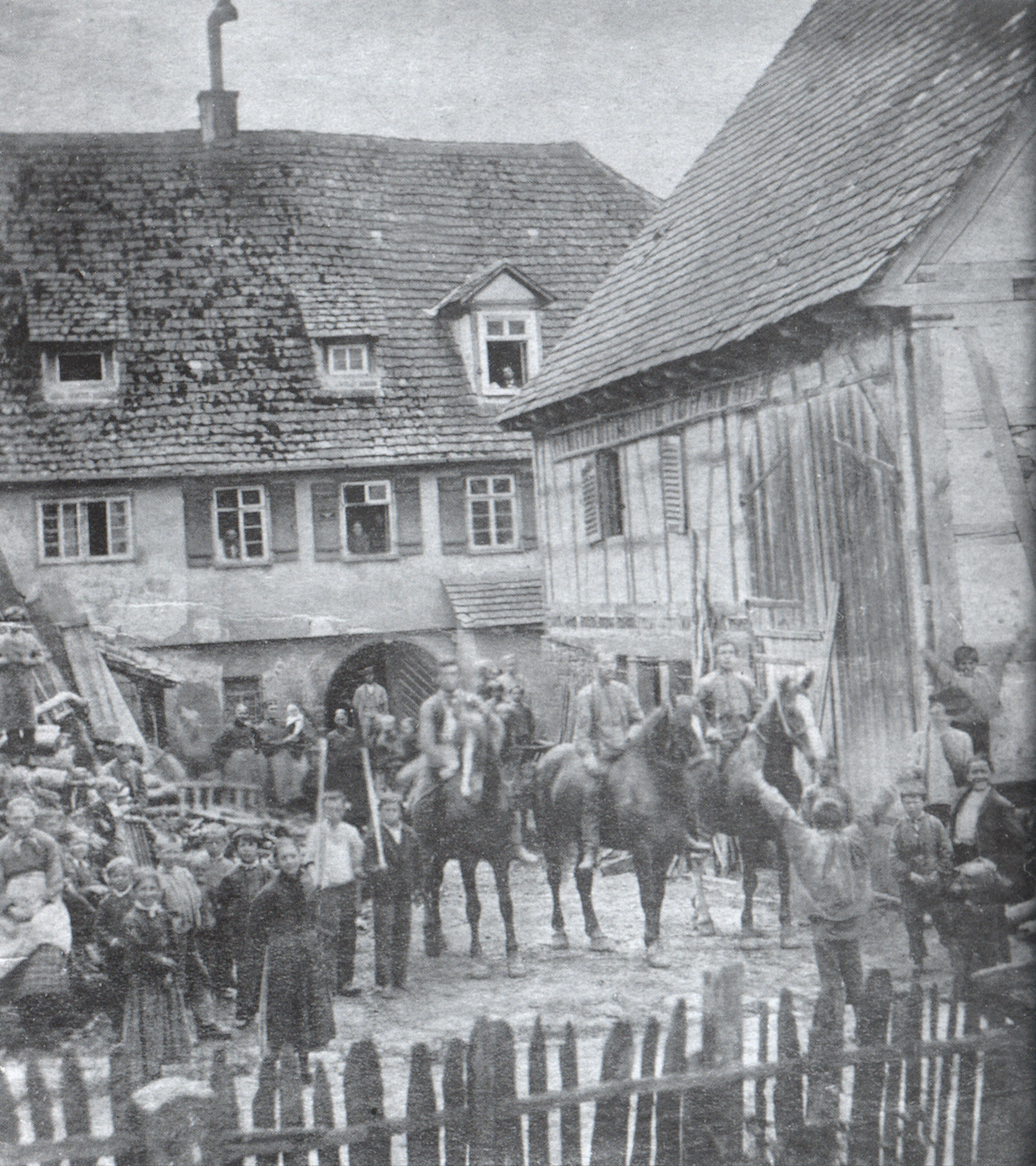
Gebäude um 1890
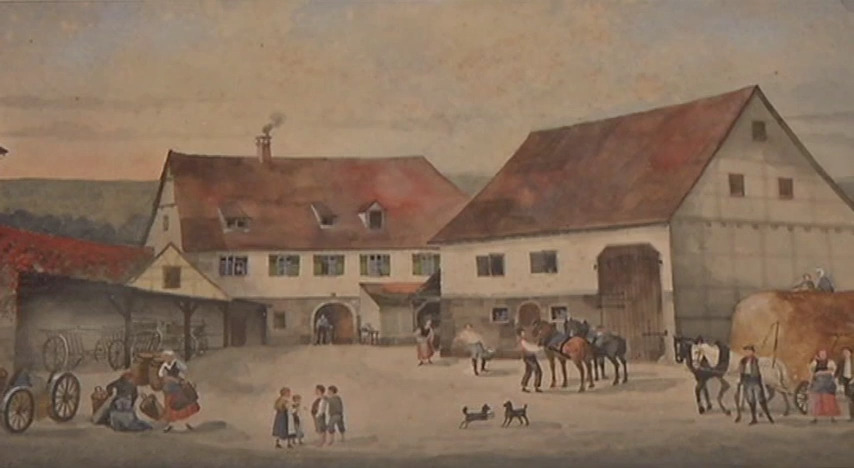
Historisches Bild der Dorfmühle
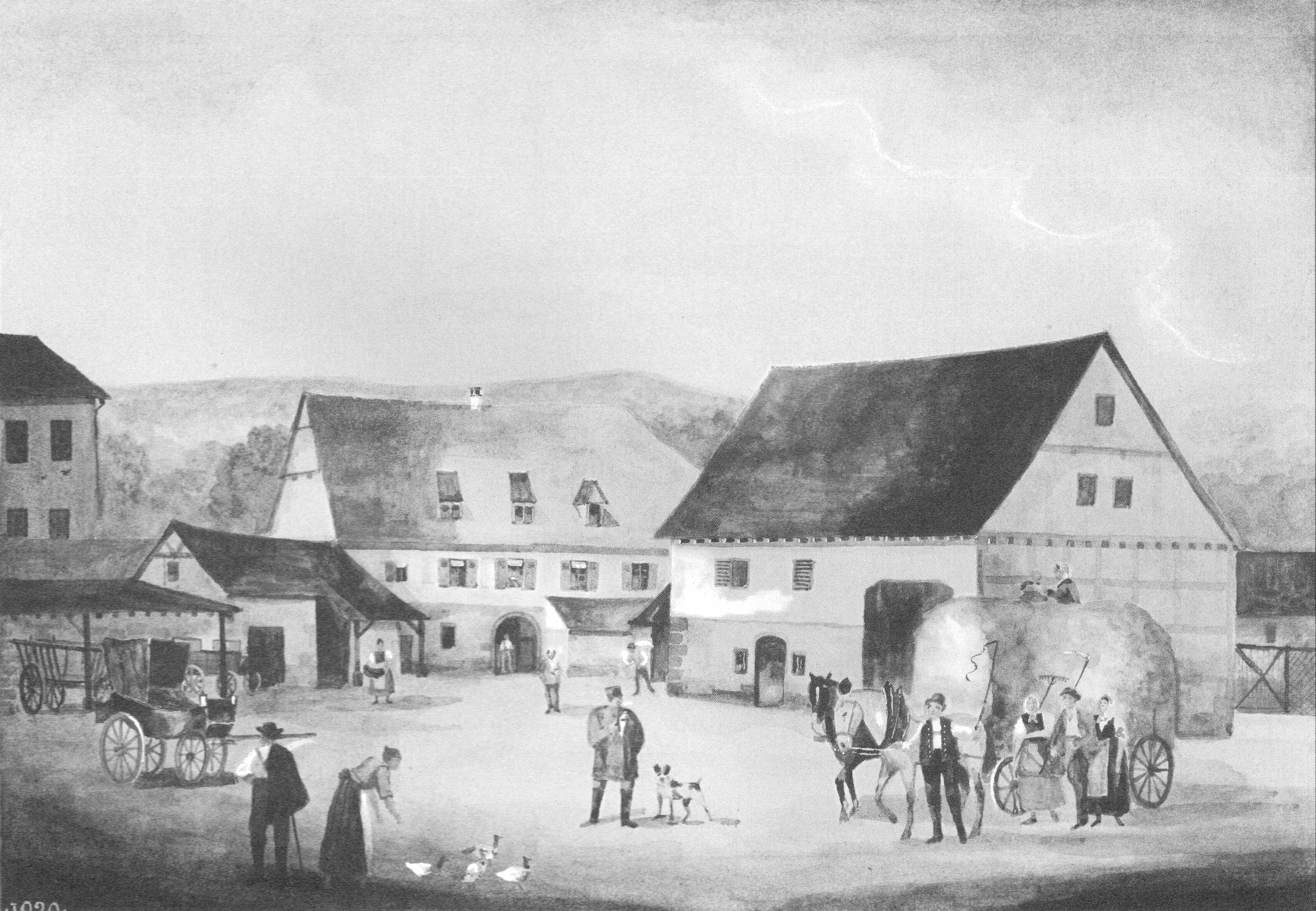
Historisches Bild der Dorfmühle (1920)